# Кликер (устройство)

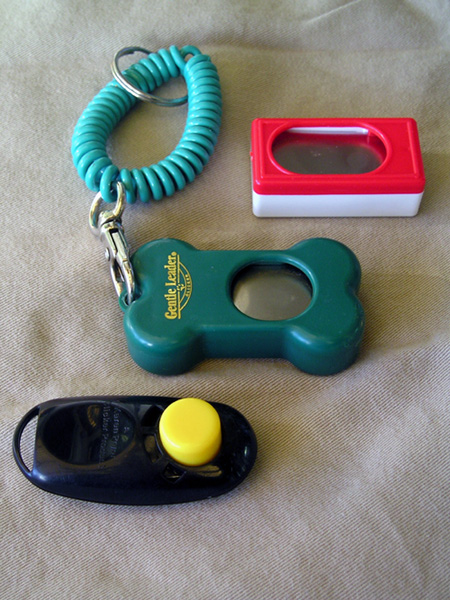
Кликеры

Кликер (англ. clicker) — любое устройство, издающее звук щелчка при использовании. Название ему дал щелчок, именуемый по-английски  «клик» (англ. click). Например, так называется беспроводной пульт для переключения слайдов на презентации (часто снабжённый лазерной указкой).
Кликер, как правило, состоит из тонкой металлической пластины, размещённой внутри пластикового корпуса. При нажатии на конец пластины она издает щёлкающий звук, также пластина щёлкает при возвращении в исходное положение. Кликеры бывают различной формы и цвета.

## Кликеры в дрессировке
Кликеры используются при дрессировке животных с использованием метода положительного подкрепления.
Дрессировка собак с кликером — это эффективный метод дрессировки, которым пользовалась дрессировщица Карен Прайор. Основой метода является мгновенное маркирование звуком кликера (щелчком) действия, которое хочет закрепить дрессировщик. Прежде чем использовать кликер, дрессировщик вырабатывает положительную ассоциацию между звуком кликера и едой или игрушкой. Кликер используется как в дрессировке собак, так и других животных (дельфинов, морских котиков, белух, куриц).